# Māris Poikāns
Māris Poikāns (ur. 11 listopada 1962 w Vidriži) – łotewski bobsleista reprezentujący ZSRR, dwukrotny zdobywca Pucharu Świata.

## Kariera
Pierwszy sukces w karierze Māris Poikāns osiągnął w sezonie 1985/1986, kiedy zwyciężył w klasyfikacji dwójek Pucharu Świata. Ponadto w sezonie 1989/1990 okazał się najlepszy w kombinacji, w klasyfikacji dwójek był tym razem trzeci, a w klasyfikacji czwórek był drugi za Chrisem Lorim z Kanady. W 1984 roku wystartował na igrzyskach olimpijskich w Sarajewie, zajmując szóste miejsce w czwórkach. Brał także udział w rozgrywanych cztery lata później igrzyskach olimpijskich w Calgary, gdzie w tej samej konkurencji był piąty.